# Jüdischer Friedhof (Burghaslach)

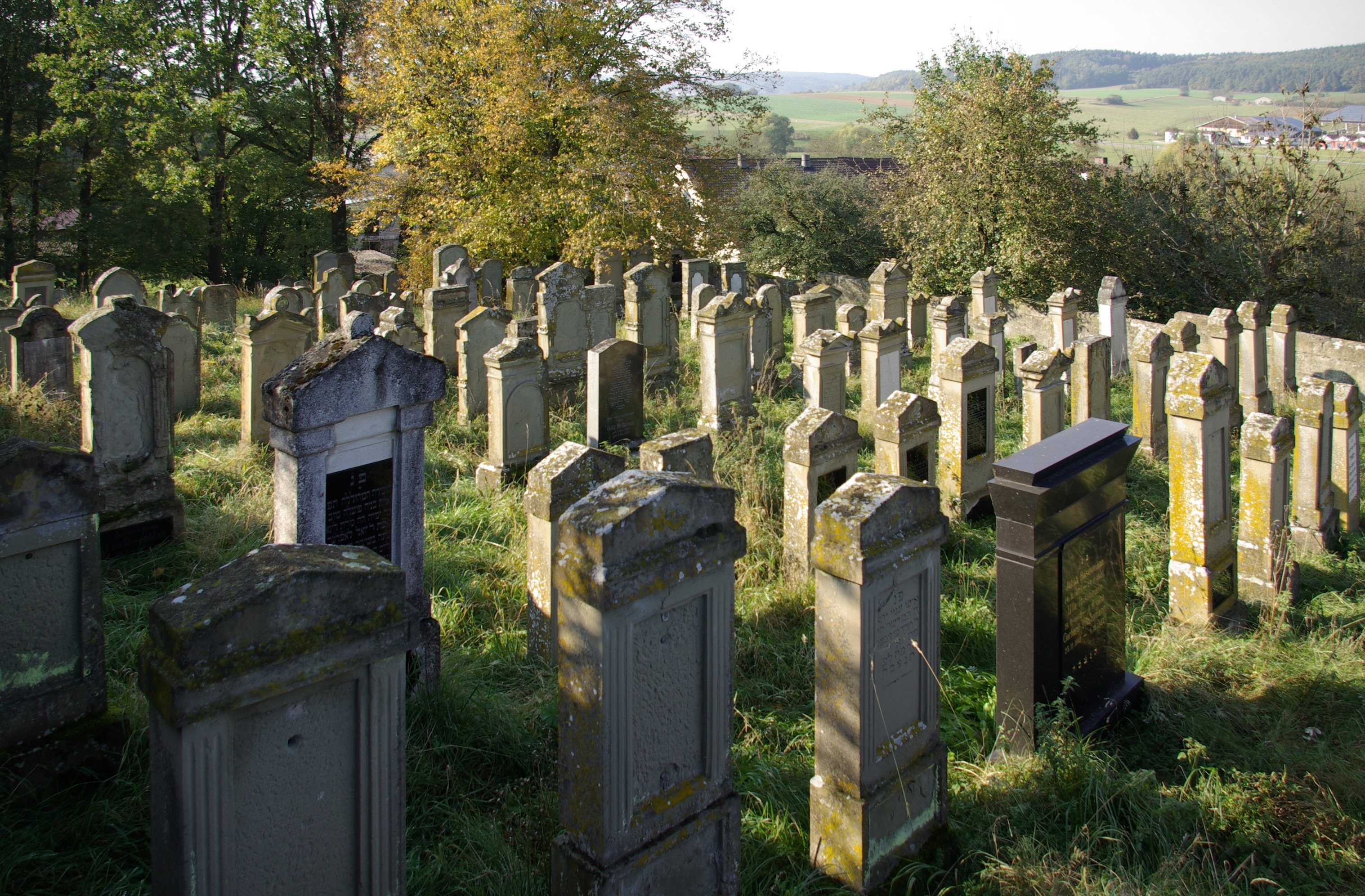
Jüdischer Friedhof in Burghaslach, neuerer Teil, 2011

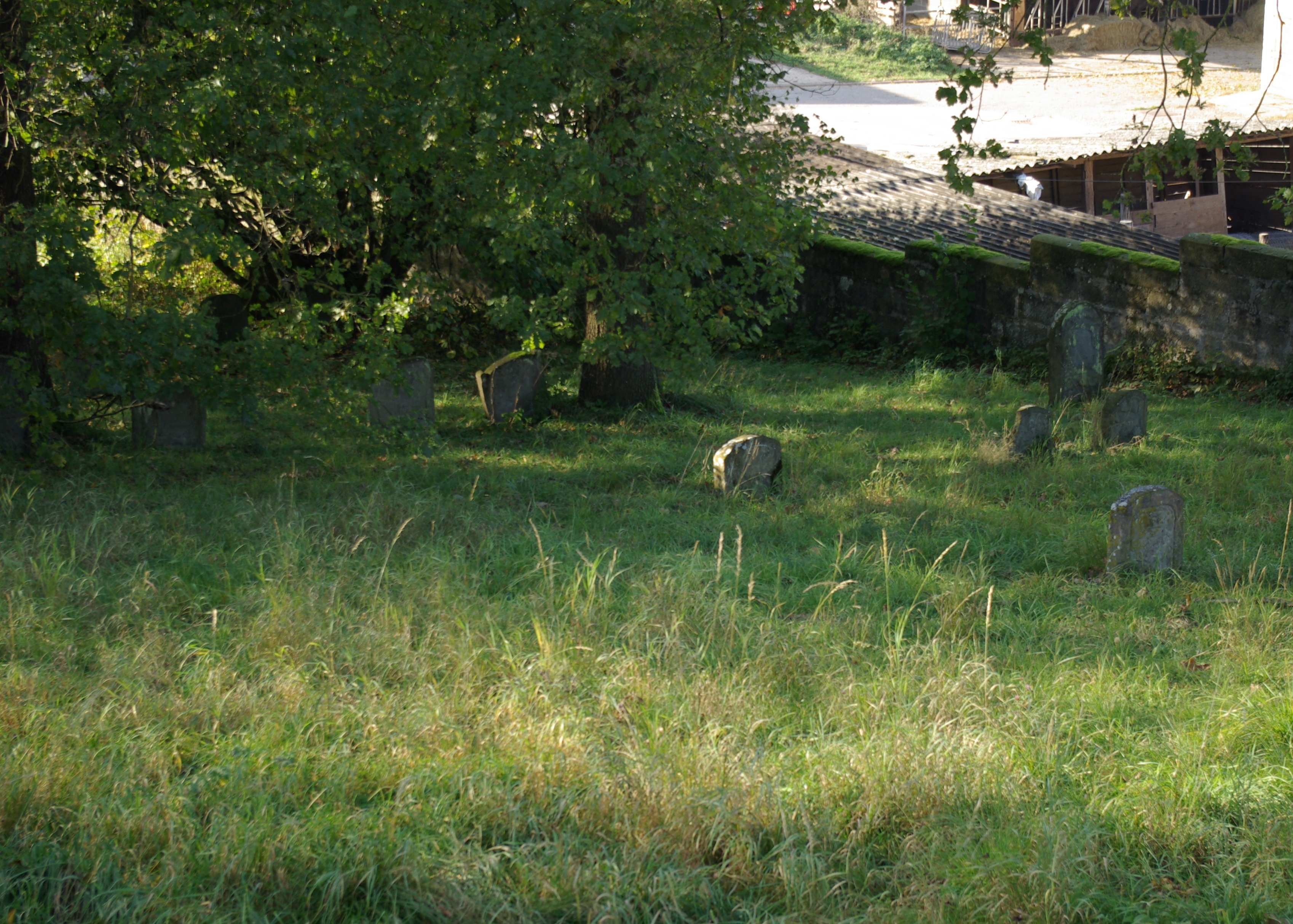
Jüdischer Friedhof in Burghaslach, älterer Teil, 2011

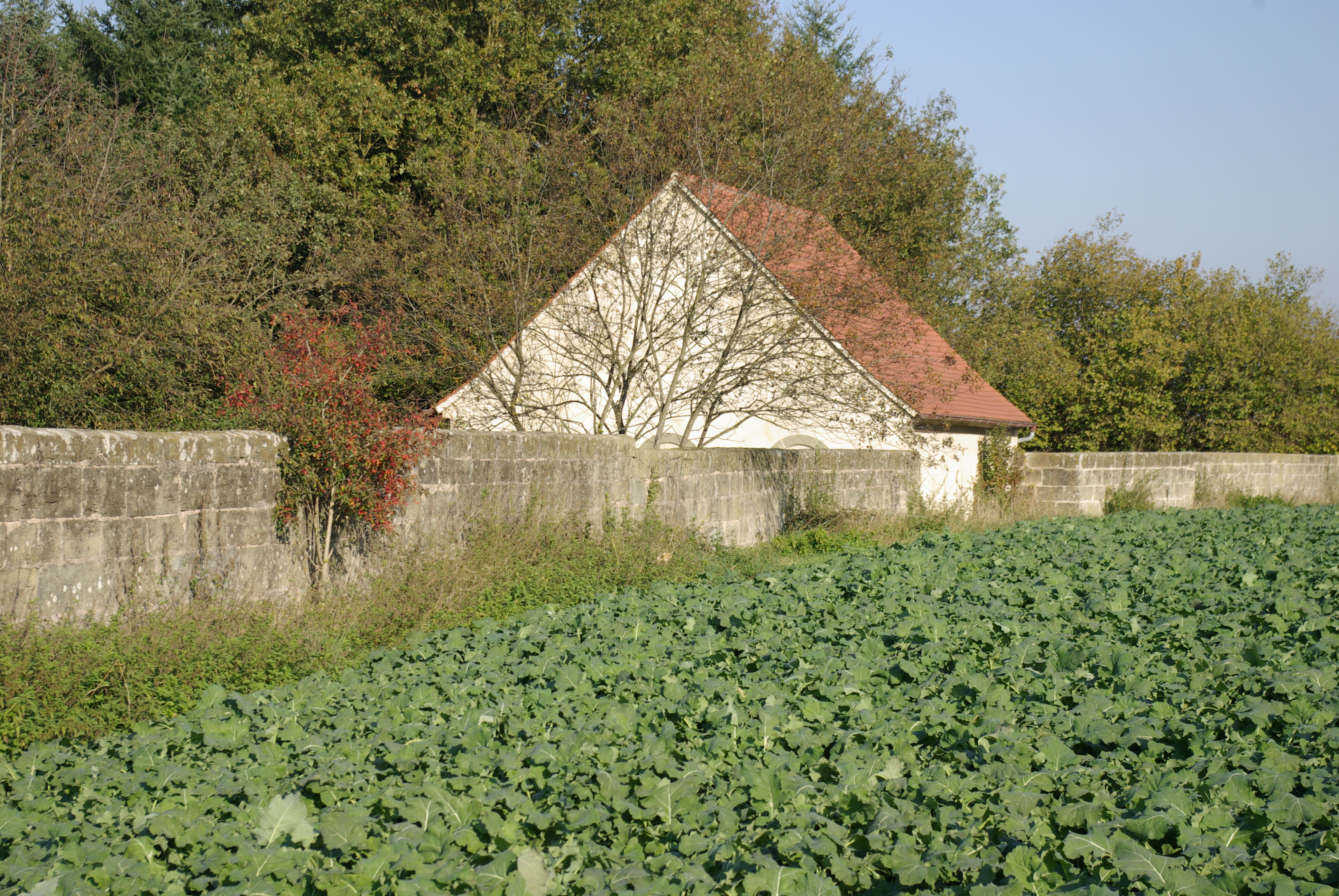
Jüdischer Friedhof in Burghaslach, Friedhofsmauer und Taharahaus, 2011

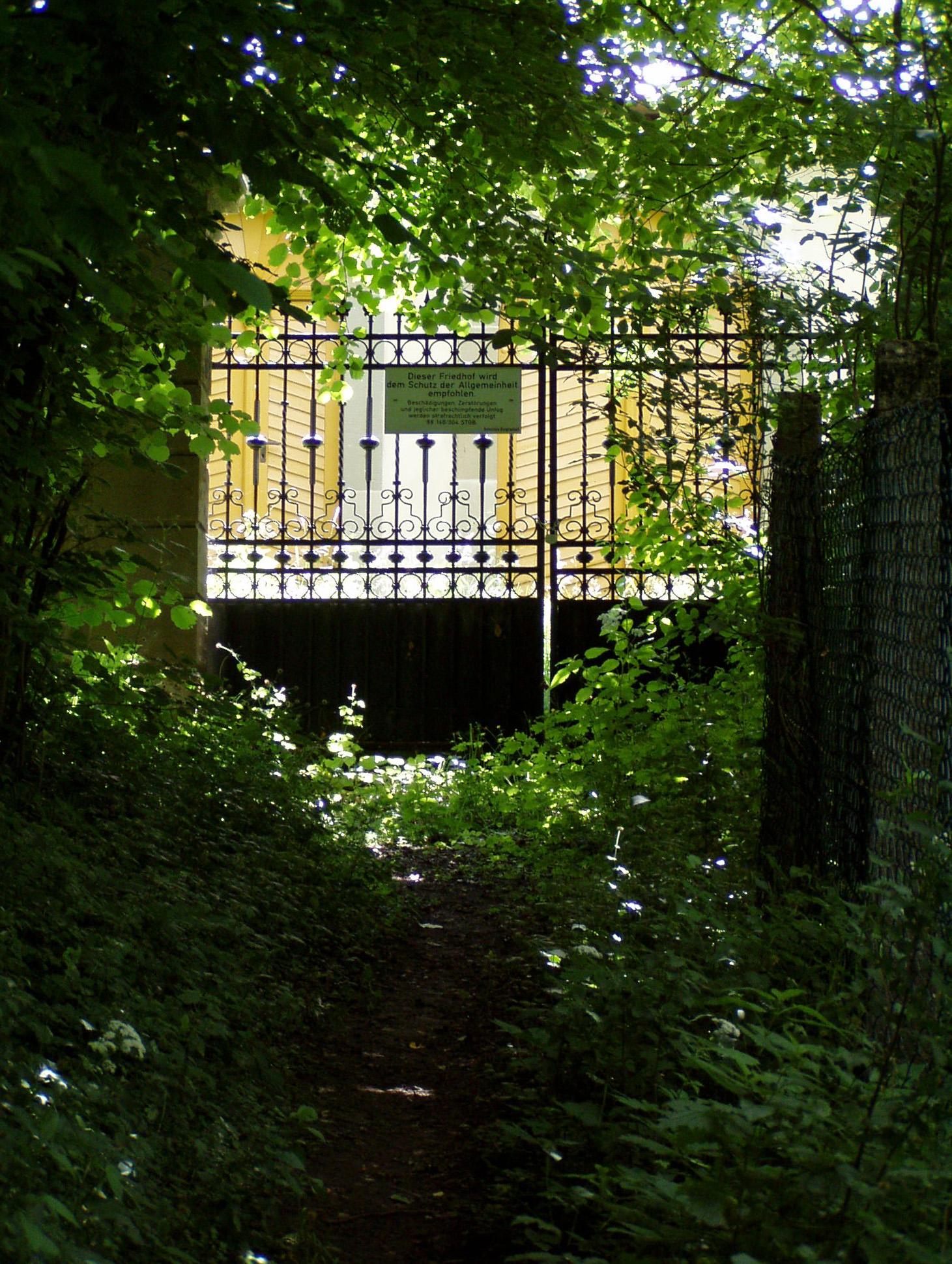
Jüdischer Friedhof in Burghaslach, Eingangstor, 2010

Der Jüdische Friedhof in Burghaslach im mittelfränkischen Landkreis Neustadt an der Aisch-Bad Windsheim ist eine jüdische Begräbnisstätte, die von 1775 bis 1938 belegt wurde. Die bisher letzten, nicht regulären Beerdigungen fanden 1978 und 1985 statt.

## Lage
Der 2960 m² große, von einer massiven Sandsteinmauer umgebene Friedhof liegt am südwestlichen Ortsrand. Das schmiedeeiserne Eingangstor ist über einen Pfad hinter dem Haus Mühlgasse 19 zu erreichen. Gegenüber dem Eingang befindet sich das Taharahaus des nur in der westlichen Hälfte belegten Gräberfeldes.

## Geschichte
Erste Erwähnungen von Juden in Burghaslach liegen aus den Jahren 1550 bis 1556 vor. Die Verstorbenen der Burghaslacher Kehillah wurden zunächst auf den jüdischen Friedhöfen in Zeckern, Ullstadt und seit der ersten Hälfte des 18. Jahrhunderts in Aschbach bestattet. Nach Erlaubnis der Herrschaft Castell errichtete man 1775 auf einer Anhöhe am Ortsrand eine eigene Begräbnisstätte, die auch von den jüdischen Gemeinden in Fürstenforst (heute Ortsteil von Burghaslach) und Vestenbergsgreuth genutzt wurde.
Im 18. und 19. Jahrhundert waren annähernd zwei Drittel der Burghaslacher Einwohner Juden, bevor deren Bevölkerungsanteil während der Industrialisierung durch Abwanderung in die Städte wieder sank. Neben dem Friedhof verfügte die jüdische Gemeinde in Burghaslach unter anderem über eine Synagoge (seit spätestens 1687), eine Mikwe und eine Elementarschule (1859 bis 1924 Volksschule). Die Gemeinde gehörte seit 1839 zum Distriktsrabbinat Uehlfeld, ab 1883 zum Distriktsrabbinat Schwabach. 1933 wurden in Burghaslach 60 jüdische Einwohner (7,3 % von insgesamt 820) gezählt.
In der Zeit des Nationalsozialismus wurde der Friedhof geschändet. Im April 1936 wurden mehrere Grabsteine zerstört und auch 1937 kam es zu Verwüstungen. Die zunächst letzte Beisetzung fand am 9. Juni 1938 statt. Während der Novemberpogrome 1938 wurden die jüdischen Einwohner mehrere Tage in einem Gasthaus festgehalten. SA-Leute plünderten deren Eigentum und vernichteten die Einrichtung der Synagoge. Etwa 50 in Burghaslach geborene oder wohnhafte Juden, die den Ort bis 1940 verlassen mussten, fielen dem Holocaust zum Opfer. Lediglich 20 Personen gelang die Flucht ins Ausland, darunter der späteren Religionswissenschaftlerin Ruth Lapide, geb. Rosenblatt, die mit ihren Eltern nach Palästina emigrieren konnte. Das Gebäude der 1938 beschädigten Synagoge wurde anschließend als Werkstatt und Wohnhaus umgebaut und ist als solches erhalten (Neustädter Straße 1).
Auf dem jüdischen Friedhof in Burghaslach befinden sich heute etwa 205 Grabsteine. Im Jahr 1985 wurde ein in Südafrika Verstorbener nach Burghaslach überführt, damit er bei seinen Vorfahren bestattet ist. 2007 wurde das Taharahaus mit Beteiligung der Deutschen Stiftung Denkmalschutz renoviert.